# Canton de Chilleurs-aux-Bois
Le canton de Chilleurs-aux-Bois est une ancienne division administrative française du district de Neuville situé dans le département du Loiret.

## Histoire
Le canton est créé le 10 février 1790 sous la Révolution française.
Le canton disparaît en 1801 (9 vendémiaire, an X) sous le Premier Empire. Ses communes sont reversées dans trois cantons : Attray, Montigny et Teillay-Saint-Benoît dans le canton de Bazoches-les-Gallerandes ; Chilleurs-aux-Bois, Mareau-aux-Bois et Santeau dans le canton de Pithiviers ; Courcy dans le canton de Beaune.

## Géographie
Le canton de Chilleurs-aux-Bois comprend les sept communes suivantes : Attray, Chilleurs-aux-Bois, Courcy, Mareau-aux-Bois, Montigny, Santeau, Teillay-Saint-Benoît.